# Фіджі
Респу́бліка Фі́джі — країна, що складається з 322 островів Меланезії в південно-західній частині Тихого океану, близько 110 островів — населені; площа 18 333 км²; столиця Сува; найбільші острови Віті Леву (10 338 км²) і Вануа Леву (5550 км²), гористі, вулканічного походження, покриті тропічним лісом; політична система — суверенна демократична республіка; експорт: цукор, кокосова олія, деревина, консервована риба, золото; важливе джерело доходу — туризм; населення 758 тис. (1989) (46 % фіджійців, що мають 80 % землі, і 49 % індійців, привезених у 19 столітті для роботи на цукрових плантаціях); мови: англійська, фіджійська, фіджійська гінді.

## Історія

### Історія зміни офіційної назви країни
Слово Фіджі (англ. Fiji) було спотворено європейцями, а саме британським мореплавцем Джеймсом Куком, який вперше наніс на карти сучасну назву островів. Фіджійці називали свою батьківщину «Віті» (фідж. Viti), проте тонганці вимовляли її як «Фісі» (тонг. Fisi). Жителі островів Тонга здавна мали тісні зв'язки з фіджійцями, які вважалися в регіоні хоробрими воїнами та жорстокими канібалами, а їхня зброя та інші вироби мали великий попит.
Офіційна назва країни в різні роки:
- Королівство Фіджі (1871—1970).
- Фіджі (1970—1987).
- Республіка Фіджі (1987—1990 і з 2010).
- Суверенна Демократична Республіка Фіджі (1990—1998).
- Республіка Островів Фіджі (1998—2010).

### Давня історія
Фіджі були заселені приблизно 3,5 тис. років тому декількома групами мігрантів з центрального Вануату. На час появи на Фіджі європейців місцеве населення перебувало на стадії розкладання первіснообщинного ладу. Велися міжплемінні війни, поширеним був ритуальний канібалізм.

### Відкриття європейцями
Європейцями Фіджі був відкритий у 1642 році (голландцем мореплавцем А. Тасманом), проте пройшло понад півтора століття, перш ніж перші європейці оселилися на цих островах. Спочатку це були селяни-каторжники, торговці, матроси з потонулих кораблів. Потім прийшли місіонери. Британський капітан Джеймс Кук висадився на островах 1774 року. Протягом 19-го століття на островах постійно велись міжплемінні війни, було поширене людожерство (канібалізм). У 1835 році розпочала діяльність перша англійська християнська місія. З 1860-х років європейці стали організовувати на Фіджі плантації бавовнику, а з 1870-х років бавовник у зв'язку із падінням цін на бавовну на світовому ринку був замінений цукровою тростиною.
5 червня 1871 правитель о. Мбау — вождь Какобау за підтримки британського консула став королем Фіджі. 10 жовтня 1874 у місті Левука король Какобау і представники фіджійських верховних вождів підписали акт про передачу Великій Британії суверенітету над Фіджі. Було утворено орган, що опікувався примиренням племен і залученням робочої сили. Індусів почали вербувати на роботи у 1879. Вербування тривало до 1917. На початку 1950-х років число вихідців з Індії вже перевищувала чисельність корінного населення. Індійці панували в економіці, тоді як фіджійці володіли землею.

### Новітня історія
23 вересня 1966 року Велика Британія надала колонії Фіджі конституцію, що значно розширила права корінного населення. На початку 1970 було підписано угоду про припинення на островах колоніального режиму та перетворення Фіджі на домініон у рамках Британської Співдружності.
10 жовтня 1970 Фіджі здобула незалежність від Англії, тоді ж була прийнята нова конституція країни, за якою головою держави була королева Великої Британії Єлизавета II. Рату Сір Камісесе Мара обраний першим прем'єр-міністром. У 1987 на загальних виборах владу здобула коаліція з індійською більшістю під керівництвом др. Тімосі Бавадра, який 13 квітня став прем'єр-міністром Фіджі. Але в цьому ж році відбулося два військових перевороти — 14 травня і 25 вересня, що їх очолив корінний фіджієць Сітівені Рабука, відтак влада корінних відновилася. 7 жовтня 1987 Фіджі була оголошена республікою і вийшла з Британської Співдружності, першим президентом країни 5 грудня 1987 року став Пеная Ганілау. 25 липня 1990 року була затверджена нова конституція, яка гарантувала меланезійцям парламентську більшість і був відновлений цивільний уряд на чолі з лідером військового перевороту полковником Сітівені Рабука, що стежить за державною безпекою на посаді міністра внутрішніх справ. Опозиційні партії кваліфікували нову конституцію як расистську. З країни розпочався відплив кваліфікованих індійців (близько 70 тисяч осіб) і капіталу. На загальних виборах 1992 перемогла Фіджійська політична партія. Було створено коаліційний уряд та Рабука був названий президентом. Потім пройшли серії нових переворотів і нових виборів. Членство Фіджі в Британській Співдружності було поновлене в жовтні 1997 року. 19 травня 1999 прем'єр-міністром Фіджі вперше став етнічний індієць Махендра Чоудрі, але рівно через рік — 19 травня 2000 року він був скинутий заколотниками на чолі з Джорджем Спейтом. Спейт заарештував парламент (101 депутат) і весь уряд на чолі з прем'єром, а сам оголосив себе головою парламенту та уряду. Президент Фіджі Камісесе Мара у відповідь оголосив надзвичайний стан. Однак військові на чолі з Байнімарамою змусили його 29 травня 2000 подати у відставку. 12 липня путчисти звільнили заручників, серед них і прем'єр-міністра Чоудрі. 17 липня 2000 новим президентом Фіджі був проголошений віцепрезидент Джозеф Ілоїло. 26 липня 2000 року Спейт був заарештований. Останній переворот відбувся 5 грудня 2006 року. Керівник збройних сил Фіджі Франк Баїнімарама скинув прем'єр-міністра Лайсеніє Карасе і сам став керівником уряду і фактичним керівником країни.
Із 2020 року на острові живе Ларрі Пейдж, один із співзасновників компанії Google. Він подарував острову медичне обладнання і привіз його власним літаком. Крім Ларі Пейджа, острів відвідують інші знаменитості — принц Гаррі та Меган Маркл, а Мел Гібсон володіє островом Маго на Фіджі.

## Фізико-географічна характеристика

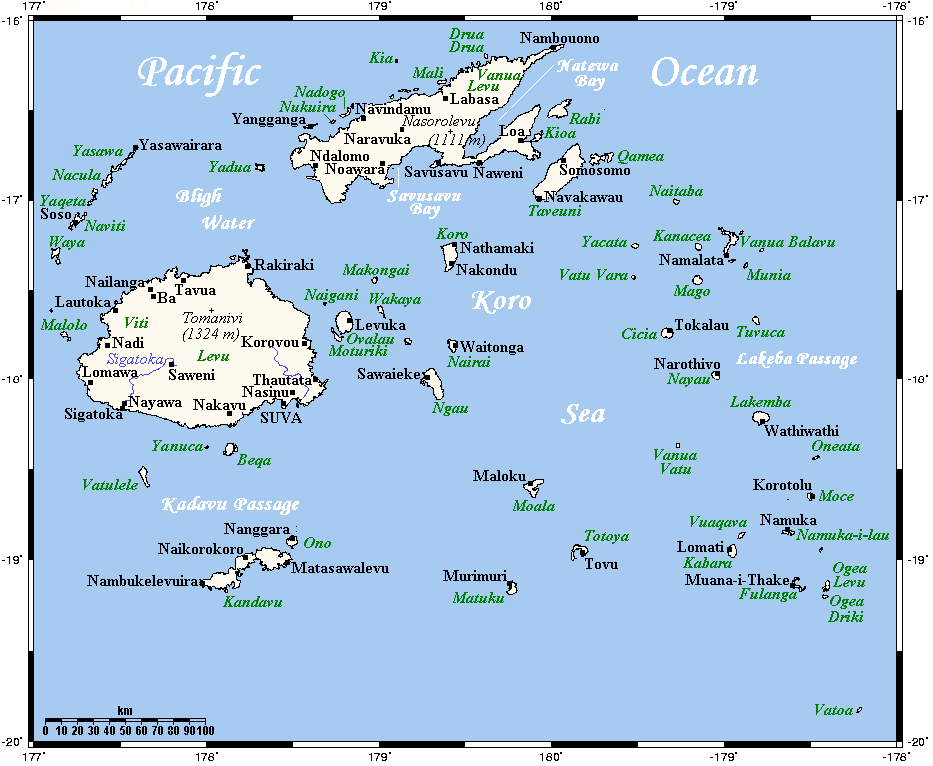
Карта Фіджі

Держава Фіджі являє собою скупчення вулканічних і коралових островів, розташованих у південно-західній частині Тихого океану. Столиця країни, місто Сува, розташована приблизно в 1770 км на північ від Нової Зеландії та приблизно в 4450 км на південний захід від американського штату Гаваї.. Загальна площа країни складає 18 274 км² (суша — 18 074 км²).
Країна розташована на 332 островах, з яких заселена лише третина островів. На острові Віті-Леву проживає близько 70 % населення країни. На ньому розташовані три найбільших міста Фіджі (Сува, Нанді та Лаутока), а також головний аеропорт. Інші великі острови — Тавеуні (470 км²), Кандаву (411 км²), МДАУ (140 км²) і Коро (104 км²). Більшість островів Фіджі згруповано в острівні групи, найбільші з яких острова Вануа-Леву, Віті-Леву, Кандаву, Ломаївіті, Ясава, Маманута, Лау і Моала. До складу країни також входить острів Ротума (43 км²), розташований приблизно в 650 км на північний захід від міста Сува.
Найвища точка країни, гора Томаніві, сягає 1324 м і розташована на острові Віті-Леву. Геологічно острови Фіджі розташовані посередині між зонами конвергенції Тонга-Кермадек і Нові Гебриди, від яких вони відокремлені двома великими задуговими котловинами — Північно-Фіджійською улоговиною на заході та улоговиною Лау на сході, а також цілою групою трансформаційних розломів, у тому числі Фіджійською зоною розлому і хребтом Метью-Хантер. На основі вивчення тектоніки та будови Тихого океану можна припустити, що у відносно недалекому минулому Фіджі були невіддільною частиною Тихоокеанського вулканічного вогняного кільця.

### Сейсмічність
Наявність трансформаційних розломів в даній місцевості, у тому числі Фіджійської зони розлому, не випадково призводить до виникнення землетрусів. Так, наприклад, 10 червня 2023 року, згідно повідомлення Європейського середземноморського сейсмологічного центру (ЄССЦ), потужний землетрус магнітудою 5,7 балів стався в південній частині Тихого океану у регіоні Фіджі. Епіцентр землетрусу було зафіксовано за 360 км на схід від столиці острівної держави Суви на глибині 10 кілометрів.

### Корисні копалини
На островах Фіджі знаходяться родовища міді, олова, свинцю, цинку і ряду інших металів. Наприклад, у результаті проведених на початку 1970-х років досліджень у районі міст Сінгатока і Мба на острові Віті-Леву були виявлені родовища залізистого пісковику з вмістом заліза в 57-58 %, оксиду титану — 6,7-7,5 %, оксиду ванадію (V) — 0,7-0,1 %, оксиду хрому (III) — 0,3-0,35 %.
Крім наявних на островах Фіджі родовищ корисних копалин існує висока ймовірність присутності нафти в прибережних районах країни. Як відомо, архіпелаг є частиною Південно-Західної Тихоокеанської островодугової системи, яка є кордоном між Австралійською і Тихоокеанською плитами літосфери. У межах же територіальних вод Фіджі знаходяться два мілководних осадових басейни третинного періоду, які мають величезний потенціал знаходження на їх території великих родовищ нафти, обсяги якої оцінюються в 5,4-20 млрд барелів.

### Клімат
Середньодобова температура незначно коливається в залежності від пори року: у час посухи вона варіюється від 23 до 25 °C, а в сезон дощів — від 26 до 27 °C. В цілому температури протягом таких місяців: липень-серпень (найхолодніші) і січень-лютий (найтепліші) відрізняються в межах від 3 до 4 °C. Пояснюється це сильним впливом океану. Поблизу узбережжя середня нічна температура може опускатися до 18 °C, а денна навпаки підійматися до 32 °C. У внутрішніх районах островів нічна температура може опуститися до 15 °C, хоча абсолютна мінімальна температура, зареєстрована у Фіджі, становить 8 °C, а максимальна — 39,4 °C. Переважні вітри в країні — пасати, що дмуть зі сходу і південного сходу. На узбережжі двох головних островів, Віті-Леву і Вануа-Леву, звичайним явищем вважаються бризи. Швидкість вітрів, як правило, невелика. Сильні пориви реєструються тільки з червня по листопад.
Фіджі схильні до негативного впливу тропічних циклонів, які часто сягають руйнівної сили, викликаючи потужні повені та зсуви. Найбільше число циклонів зазвичай реєструється з листопада по квітень, при чому найбільш руйнівні трапляються в січні-лютому. В цілому ж протягом десятиліття на Фіджі обрушується від десяти до п'ятнадцяти циклонів, з яких два-чотири завдають серйозної шкоди.

### Водойми
На більшості островів Фіджі є обмежена кількість постійних джерел прісної води. Тому з огляду на те, що вода довго не затримується в ґрунті через його пористість, жителі в основному використовують або дощову воду, зібрану в бетонні цистерни з дахів, або воду з невеликих колодязів, завдяки яким можливо дістатись до невеликих горизонтів ґрунтової води.
Проте, на великих вулканічних островах є численні річки та струмки, а на острові Віті-Леву навіть повноводні річки. Приблизно на 70 % площі цього острова знаходяться басейни трьох найбільших річкових систем країни — Рева, Наву і Сінгатока, які впадають у море в південній частині Віті-Леву. Найбільша річка країни, Рева, досягає довжини в 145 км (з них судноплавні близько 100 км), а площа її річкового басейну становить близько 3000 км. Однак, з точки зору економіки, найбільшою цінністю є річки Мба і Нанді. Річки острова Вануа-Леву, як правило, не відзначаються великою довжиною. Винятком є річка Дрекеті, довжина якої сягає 55 км

### Флора і фауна
На островах Фіджі знайдено близько 2600 видів судинних рослин, з яких близько 1600 є корінними видами та близько 1000 видів були завезені. З них близько 310 видів представлено папоротеподібними рослинами та 2225 видів — насіннєвими рослинами. Частка ендемічних видів відносно висока: з корінних рослин вони складають близько 63 %. До повністю ендемічних відносяться рослини родини Degeneriaceae, а також 11 з приблизно 450—470 родів рослин.
Тваринний світ країни відносно бідний і представлений переважно завезеними видами. Великою різноманітністю відрізняється світ комах. Усього на архіпелазі, за різними підрахунками, мешкає до 3500 видів комах, з них близько 400 видів належить до лускокрилих, з яких сім родів є ендемічними. Крім того, на Фіджі зустрічається 15 видів цикад, з яких ендеміками є 14 видів, і 33 види бабок, з яких ендеміки — 22 види. На Фіджі виявлено 187 видів мурах (з 43 рядів), включаючи 70 % ендеміків.

## Адміністративний поділ

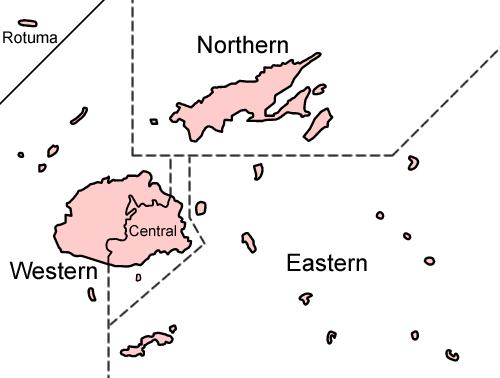
Карта адміністративного поділу Фіджі

В адміністративному поділі Республіки Фіджі виділяють округи. Усього в країні налічується чотири округи та одна залежна територія:
- Східний округ
- Західний округ
- Північний округ
- Центральний округ

Округи, своєю чергою, розділені на провінції (всього 14 провінцій): Кандаву, Лау, Ломаївіті, Мба, Мбуа, Матуата, Наітасірі, Намосі, Нандронга-Навоса, Ра, Рева, сірку, Таілеву і Такаундрове.

## Населення
Згідно з останнім переписом 2007 року (дані Департаменту статистики Фіджі), чисельність населення країни становила 837 271 особу. До 2012 року, ця цифра збільшилася до 857 780 осіб. Темпи приросту населення у Фіджі є відносно низькими на тлі інших країн Океанії: 1,4 % за оцінками 2010. Перепис 2007 року засвідчив збільшення чисельності населення на 0,7 % в порівнянні з даними перепису 1996 року, тобто на 62 196 осіб.
Великі діаспори вихідців з Фіджі є в Новій Зеландії, Австралії та США. У 2001 році в Новій Зеландії було зареєстровано близько 7000 фіджійців (близько 3 % від чисельності народів Океанії, які проживають на території Нової Зеландії). Більшість з них (57 %) проживало в місті Окленд, 11 % — у Веллінгтоні, 5 % — в Крайстчерчі. В Австралії у 2006 році було зареєстровано 48 150 фіджійців (у 2001 році — 44 040 осіб), більшість з яких проживало в штатах Новий Південний Уельс (28 610 осіб, або 59,4 %), Квінсленд (8950 осіб, або 18,6 %) і Вікторія (7910 осіб, або 16,4 %). Крім того, є велика діаспора в США: у 2000 році — 10 265 осіб, або 2,7 % від чисельності народів Океанії, які проживають у Штатах.
Національність населення Фіджі: згідно з переписом 2007 року, майже 57,2 % жителів (475 739 осіб) були фіджійцями, представниками корінного народу архіпелагу, і 37,5 % (313 798 осіб) — фіджі-індійцями. Решта народи: 1,2 % (10 335 осіб) — ротума, 1,8 % (15 311 осіб) — вихідці з інших островів Тихого океану, 1,3 % (10 771 осіба) — нащадки змішаних шлюбів з європейцями, 0, 6 % (4704 людини) — китайці-хань.

## Політична система
Главою Держави Фіджі є президент, який обирається Великою Радою Вождів на п'ятирічний термін. Хоча його роль скоріше номінальна, за зразком британської монархії, президент володіє певною владою, яка може бути застосована тільки в разі національної кризи. Він також є Головнокомандувачем Збройних Сил Фіджі.
Президент формально призначає Прем'єр-Міністра, який повинен отримати підтримку більшості в Палаті Представників. На практиці це означає, що лідер найбільшої політичної партії або коаліції зазвичай стає Прем'єр-Міністром, роблячи роль Президента у призначенні трохи більше, ніж просто формальністю.
Парламент є двопалатним. Палата Представників налічує 71 члена. 25 з них обираються на загальних виборах (кожні 5 років). Решту 46 місць зарезервовано для етнічних громад Фіджі та обираються з общинних кандидатів: 23 фіджійці, 19 — індо-фіджійці, 1 ротумець і 3 загальних кандидатів (європейці, китайці та інші меншини).

## Економіка
Економіка Фіджі будується на сільському, лісовому господарстві, рибальстві, видобутку та експорті золота, а також на туризмі. Переробна промисловість: харчова, легка, ремесла та ін. Зовнішня торгівля країни: експорт цукру, текстилю, золота, риби; імпорт промислових товарів, палива, продовольчих товарів, хімікатів. За даними МВФ, ВВП на душу населення у 2014 році склав — 8236 дол. США.

## Охорона здоров'я
Після тропічного циклону Вінстон у 2016 році ВООЗ із застосуванням HeRAMS була проведена оцінка системи охорони здоров'я країни. 88 (41 %) із 214 закладів охорони здоров'я було пошкоджено. Повністю зруйновано 10.